# Терский племенной конный завод № 169
Терский племенной конный завод № 169 — конный завод в посёлке Новотерский Ставропольского края Российской Федерации.

## История
Европейское продвинутое дворянство середины и конца XIX века открыло для себя арабские страны и «культовыми» туристическими направлениями того времени было посещение Египта, Сирии, Саудовской Аравии и глубже, о чём позднее все писали мемуары. Одним из таких первопроходцев была Энн Блант (Англия, которая написала позднее книгу о своих приключениях и организовала вместе с мужем конный завод «Краббет Парк» в Англии. Воодушевившись таким примером, граф Сергей Александрович Строганов вместе со своим другом Александром Григорьевичем Щербатовым и его женой, также отправляются в путешествие к бедуинам о чём позднее в соавторстве пишут книги «Верхом на родине бедуинов в поисках за кровными арабскими лошадьми (2600 верст по Аравийским пустыням в 1888 и 1900)» и «Книгу об арабской лошади» (1900). Видимо, воодушевленные европейским примером, и отдыхая на Северном Кавказе, они вдохновились идеей создания конезавода по разведению арабских лошадей. Идея была не новой, однако, порода для нашего климата была вполне проблематичной, неоднократные попытки ввоза арабских лошадей в Центральную Россию, обычно заканчивались печально. Один-два сезона, лошади продуцировали, затем заболевали и умирали. Ярким примером можно назвать основателя отечественной гордости — орловского рысака — арабского жеребца Сметанку. Таким образом, выбор климатической зоны, должен был быть похожим на ареал арабской лошади того времени.
В 1889 году граф Сергей Александрович Строганов у подножья горы Змейки Северном Кавказе недалеко от Минеральных вод, строит племенной конный завод по разведению лошадей арабской породы. На тот момент, в Порхове, Псковской области у него уже существовала одна усадьба с конным заводом, существующим и по настоящее время — специализация которого была — создание охотничьей лошади, которая была крайне необходима в Псковской губернии, которая славилась зимними охотами. А скорее, арабское разведение должно было способствовать также улучшению поголовья на Порховском конном заводе.
Однако, после волнений 1905 года, Строганов уезжает на свою виллу в Ницце во Франции и своими имениями в России не занимается, хотя поголовье к началу 20 века насчитывало более 100 активных кобыл. Поэтому, начало разорения конезавода совпало с началом I Мировой Войны, а окончательное разграбление совпало с началом социализма в России. К концу 1918 года от конного завода Строганова остались несколько построек, включая и дом Строганова, существующий по настоящее время.
С. М. Буденный для укрепления молодого Советского государства в начале 1920-х годов создаёт ряд племенных конных заводов, которые должны были способствовать укреплению мощи кавалерии. 11 февраля 1921 года им был подписан декрет о создании Военного Терского конного завода с целью разведения лошадей для офицерского состава. Однако утерянное поголовье было компенсировано в начале формирования хозяйства разношерстным составом лошадей. Своё название Терский конный завод получил по наименованию Терского казачьего войска, которое издавна базировалось на этих землях.
В 1926 году на Терский конный завод было завезено несколько лошадей стрелецкой породы, однако их малочисленность не позволила вести полноценную селекционную работу и было решено племенную деятельность вести на формирование новой — терской породы, разведением которой Терский конный завод занимался до 1945 года. В 1930—1940 годы в СССР из Польши, Англии и Франции было завезено арабское поголовье, которое и стало фундаментом современного российского арабского разведения. По одной из версий, именно, на жеребце терской породы — Кумире, рождённом в Терском к/з Парад Победы принимал Г. К. Жуков.
С 1970 года, на Терском конном заводе начали проводиться международные аукционы по продаже элитного поголовья, которые сделали славу российскому арабу во всем мире.